# Saattut
Saattut (Antiguamente Sâtut) es un asentamiento en la municipalidad de Qaasuitsup, en el oeste de Groenlandia, con una población que ascendía a 243 habitantes en enero de 2005. Se localiza aproximadamente en 70°49′N 51°37′O / 70.817, -51.617, en el noreste de Uummannaq, en el sistema del fiordo de Uummannaq.

## Transporte
Air Greenland ofrece sus servicios al pueblo como parte de un contrato con el gobierno, siendo mayoría los vuelos en helicóptero de carga desde el Aeropuerto de Saattut hacia Ikerasak y Uummannaq.